# Ataque al Aeropuerto Internacional de Glasgow

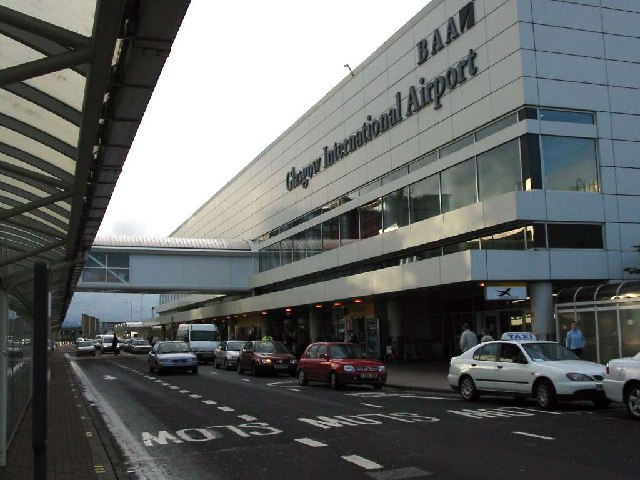
Aeropuerto Internacional Glasgow (fecha desconocida)

El Ataque al Aeropuerto Internacional de Glasgow se produjo el sábado 30 de junio de 2007, a las 15:11 BST, cuando dos sujetos embistieron un Jeep Cherokee de color verde oscuro, con matrícula L808 RDT, contra las puertas de vidrio del Terminal Internacional de Glasgow, ubicado en el área de Renfrewshire. Este suceso se trató de un fallido ataque terrorista en donde pilotes de seguridad impidieron que el automóvil entrara a la terminal llena de gente.
El auto ardió en llamas, lo cual causó quemaduras graves a uno de los atacantes y provocó a una explosión limitada. Cinco personas que se encontraban en ese momento en la zona resultaron heridas, pero ninguno de gravedad. Posteriormente, Scotland Yard confirmó que 4 personas fueron detenidas en relación con el incidente.